# Dominique Bonnet
Dominique Bonnet CSSp (* 20. April 1939 in Antigny, Département Vendée) ist ein französischer Geistlicher und emeritierter römisch-katholischer Bischof von Mouila. 

## Leben
Dominique Bonnet trat der Ordensgemeinschaft der Spiritaner bei und empfing am 29. Juni 1966 die Priesterweihe.
Papst Johannes Paul II. ernannte ihn am 8. November 1996 zum Bischof von Mouila. Der Kardinalpräfekt der Kongregation für die Evangelisierung der Völker, Jozef Tomko, spendete ihm am 11. Januar des nächsten Jahres die Bischofsweihe; Mitkonsekratoren waren André Fernand Anguilé, Erzbischof von Libreville, und Basile Mvé Engone SDB, Bischof von Oyem.
Am 19. Januar 2013 nahm Papst Benedikt XVI. seinen vorzeitigen Rücktritt an.